# Dafne (film)
Dafne è un film del 2019 diretto da Federico Bondi.

## Trama
Dafne è una ragazza di trentacinque anni con sindrome di Down che vive con i suoi genitori. L'improvvisa scomparsa della madre manda in frantumi gli equilibri familiari: Dafne, che trova nell'affetto di chi le sta intorno la forza per reagire, ora deve occuparsi anche del padre, sprofondato nella depressione, oltre a elaborare il suo stesso dolore.

## Produzione
Il film è stato girato in Toscana e alcune scene nel Mugello.

## Distribuzione
In concorso alla 69 Berlinale nella sezione Panorama, vince il Premio FIPRESCI (critica della stampa cinematografica internazionale). Il film, nelle sale italiane dal 21 marzo 2019, ottiene il Premio Speciale ai Nastri d’argento 2019 e viene selezionato agli EFA 2019 (European Film Awards).
In Italia al Box Office ha incassato 76.400 euro
La partecipazione a festival internazionali ha fatto sì che venisse proiettato in almeno cinque paesi oltre l’Italia, tra cui Francia, Germania, Svizzera, Belgio e Paesi Bassi, ma è stata comunque una distribuzione internazionale limitata e circoscritta alla sola Europa